# La volpe e la lepre
La volpe e la lepre (in russo Лиса и заяц?, Lisa i zajec) è un film d'animazione italo-sovietico del 1973 diretto da Jurij Norštejn. Tratto da una fiaba dell'autore ottocentesco Vladimir Ivanovič Dal', è stato realizzato con la tecnica della cutout animation in collaborazione tra la casa sovietica Sojuzmul'tfil'm e la Corona Cinamatografica di Roma.

## Trama
In un freddissimo inverno, una lepre si costruisce una piccola isba di legno e per questo viene derisa da una volpe che si è costruita un sontuoso palazzo di ghiaccio, che però si scioglie al sole di primavera. Rimasta senza un riparo, la volpe s'impossessa dell'isba della lepre gettandone fuori il legittimo proprietario, che si ritrova triste e solo nella foresta. I vari animali che incontra (un lupo, un orso e un toro), sentendo i suoi lamenti decidono di aiutare la lepre a riavere la sua casa, ma davanti alla scaltrezza della volpe ognuno di loro deve battere in ritirata. Solo un impavido gallo con gli stivali riesce a scacciare l'intrusa, così la lepre lo invita a restare con lei nella casa, che diventa quella di entrambi.

## Riconoscimenti
- 1º Premio al Festival Internazionale del Film d'Animazione a Zagabria, 1974.
- 1º Premio nella sezione "Animazione"  al VII Vsesojuznij kinofestival di Baku (URSS), 1974.

## Distribuzione

### Italia
Il cortometraggio è stato inserito, in versione in lingua originale sottotitolata, nel DVD I maestri dell'animazione russa - volume 1, edito nel 2005 dalla Terminal Video in collaborazione con il Chiavari Animation Festival, e fu trasmesso, assieme ad altri cortometraggi dello stesso autore, il 7 gennaio 2014 su Rai 3 nella trasmissione Fuori orario. Cose (mai) viste.